# Coup d'éclat (film, 2011)
Pour plus de détails, voir Fiche technique et Distribution.
Coup d'éclat est un film français réalisé par José Alcala, sorti en 2011.

## Synopsis
Fabienne Bourrier (Catherine Frot), capitaine de police à Sète, traque les clandestins. Bien qu’elle soit usée par la vie, la mort d’une prostituée sans-papier l’affecte. Celle-ci aurait un petit garçon livré à lui-même dans la ville.

## Fiche technique
- Réalisation : José Alcala
- Scénario : José Alcala et Olivier Gorce
- Adaptation et dialogues : Camille Guichard, Olivier Gorce et José Alcala
- Photographie : Laurent Machuel
- Musique : Jean-Pierre Ronda
- Décors : François Girard
- Son : Pascal Ribier
- Montage : Florence Ricard
- Directrice du casting : Juliette Denis
- Assistant réalisateur : Patrick Armisen
- Production : Agat Films en association avec la SOFICA Cinémage 5
- Durée : 92 min
- Pays :  France
- Date de sortie :
  - France : 27 avril 2011

## Distribution
- Catherine Frot : la capitaine de police Fabienne Bourrier, une femme-flic solitaire, lasse de l'aspect inhumain de son métier
- Karim Seghair : Kacem, un ouvrier d'usine algérien, lié à la disparue
- Marie Raynal : Carole, une ouvrière qui a recueilli le petit garçon d'Olga
- Liliane Rovère : la mère de Fabienne qui, malade, est hébergée par sa fille
- Nicolas Giraud : Cédric, le subordonné de Fabienne
- Tchéky Karyo :  le commissaire Mérendon, le supérieur de Fabienne
- Diana Rudychenko : Olga Savostina, une prostituée kazakhe
- Perrine Anger-Michelet : Mme Obedia, une ostéicultrice, la femme de Jacques
- Jean-Claude Dumas : Jacques Obedia, un ostréiculteur, l'amant d'Olga
- Jean-Claude Baudracco : le voisin au fusil
- Naïm Touati : Ilan, 4 ans, le fils d'Olga
- Atsama Lafosse : la gardienne de l'immeuble
- Daniel Trubert : Franck
- Eric Colonge : Guillaume
- Benjamin Combettes
- Rania Farras